# Моравская Валахия

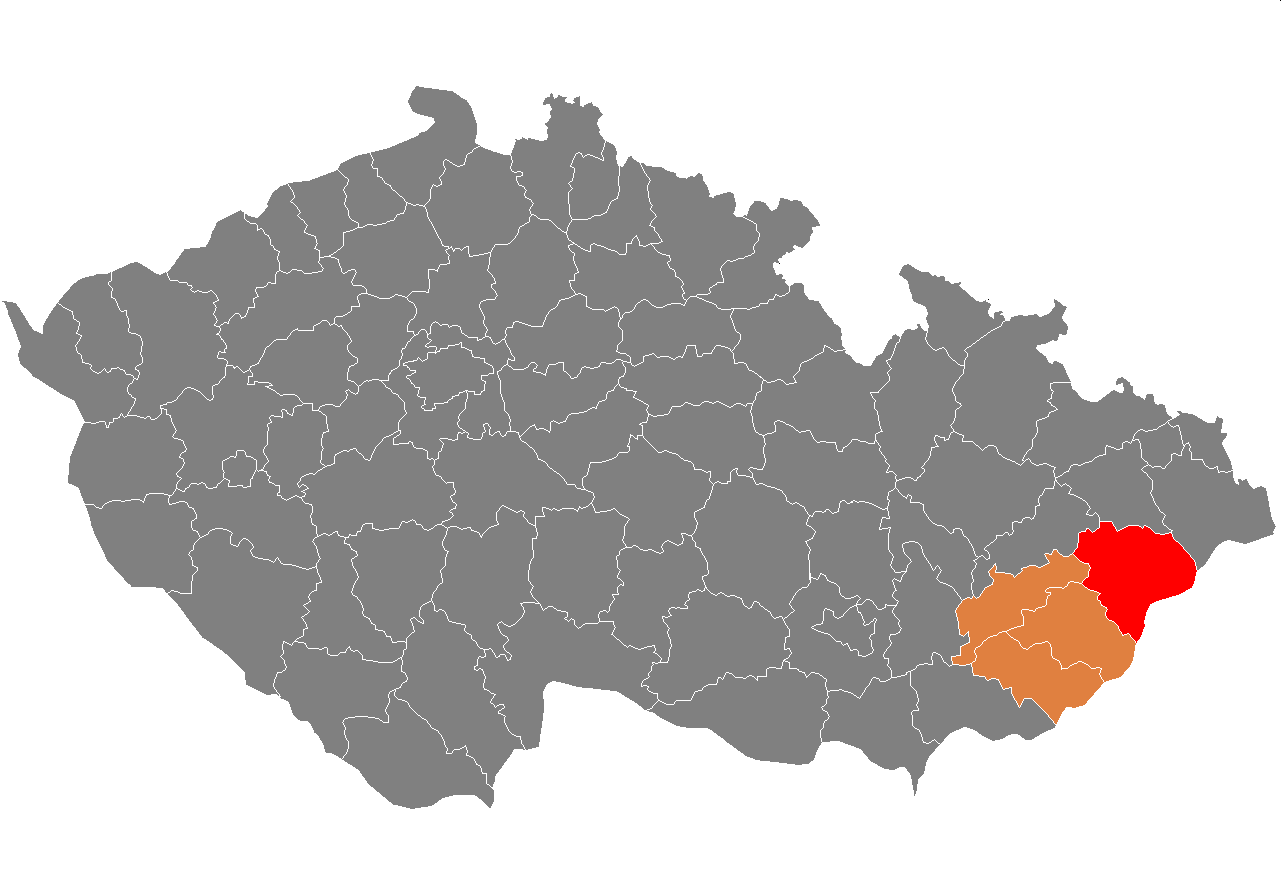
Моравская Валахия в широком смысле (оранжевый) и в узком смысле (красный).

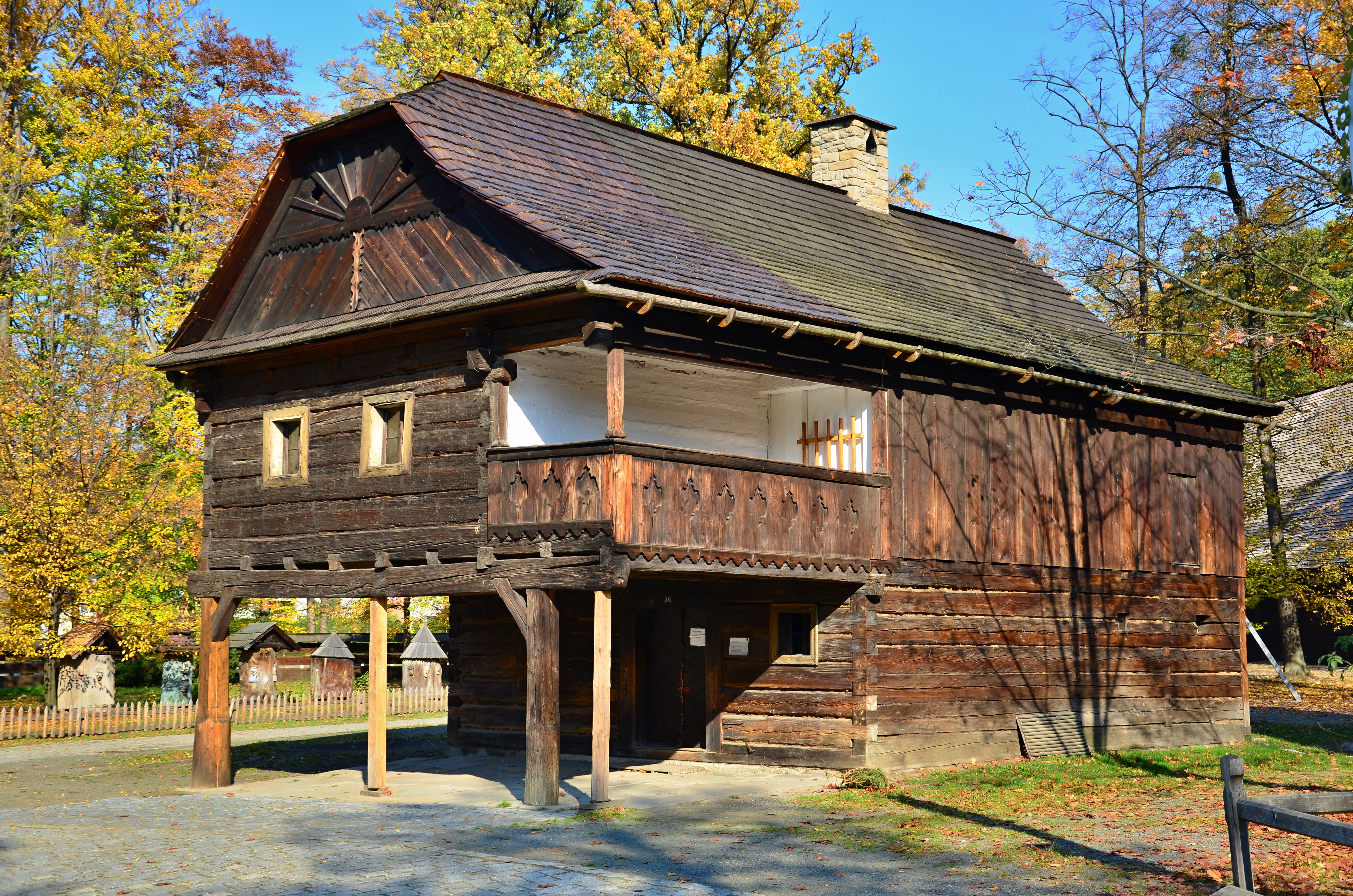
Валашская народная архитектура: валашский деревянный дом в Валашском музее под открытым небом в городе Рожнов-под-Радхоштем.

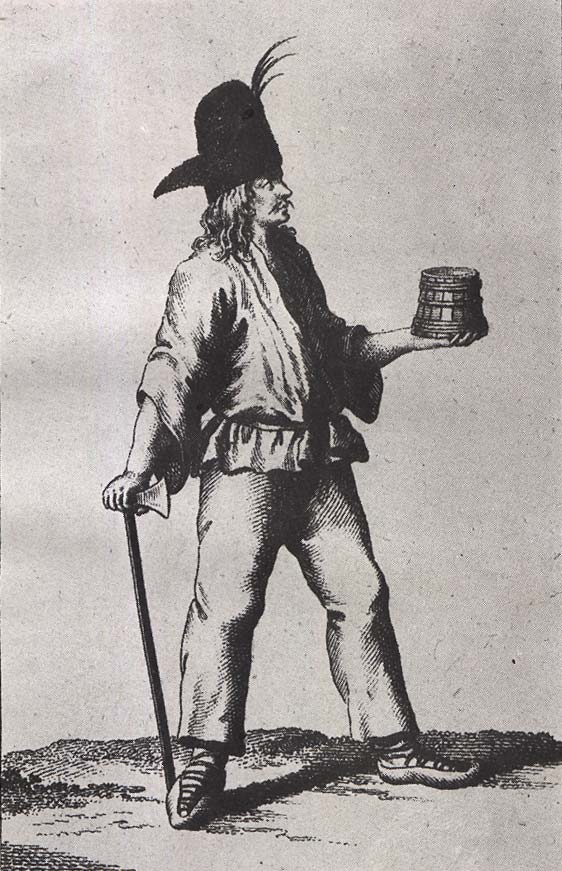
Моравский валах с Брумова, 1787.

Моравская Валахия (чеш. Moravské Valašsko) — исторический регион Чехии, который расположен в Моравии на востоке страны, у границы со Словакией. Занимает северо-восточную часть Злинского края (преимущественно район Всетин), крупнейшим городом региона является Всетин. Регион находится в чешской части гор Карпат (а именно Западных Карпат). Название Валахия ранее использовалось для всех высокогорных территорий Моравии и соседней Силезии, но в 19 веке это название стали использовать для меньшей территории. В регионе есть собственный восточно-моравский диалект, который является смесью чешского и словацкого языков, с заметным влиянием румынского языка в лексике. Название «Валахия» происходит от валахов, романоязычной группы народов, которые переселились в Моравию с территорий современных Румынии и Молдовы. В городе Рожнов-под-Радхоштем находится Валашский музей под открытым небом, в котором сохранены предметы народной культуры и ремесел валахов, включая дома из городов и сёл.

## История
Неизвестно почему и когда валахи мигрировали с территорий современных Румынии и Молдовы на территории современных Чехии и Словакии. Валахи были скотоводческими племенами, сначала румыноязычными и православными, которые были родом из Трансильвании. Некоторые источники указывают, что они мигрировали вдоль Карпат в Моравию между 13 и 18 веками. Большинство из них остались православными христианами, но славянизировались.
Во время Тридцатилетней войны, в 1620—1623 годах валахи восстали против власти Габсбургов и сначала их поддерживали венгерские протестантские повстанцы. В 1621 году они взяли под свой контроль всю Моравию к востоку от реки Морава, но позже, в 1623 году, потерпели поражение, после которого войска Священной Римской Империи совершили массовые расправы и казни. Валахи восстановили атаки в том же году и даже нанесли поражение польскому контингенту в марте 1624 года. В 1625—1630 годах войска Габсбургов и враждебные к ним датско-норвежские войска поочередно занимали Моравию. Валахи сражались на стороне датчан и норвежцев, а позже и на стороне шведов. После отступления датско-норвежских войск в 1627 году и отступления шведских войск в 1643, Габсбурги окончательно покорили Моравскую Валахию в 1644 году.

## Культура
Население Моравской Валахии традиционно скотоводческое. Несмотря на то, что животноводство было долго связано с сельским хозяйством, которое практиковалось в низовьях прилегающих к Западным Карпатам, методы валахов и связанные с ними традиции по выращиванию овец и козлов были уникальными, например выпас скота в высокогорье и акцент на производстве молока и брынзы. Национальная одежда валахов является важной частью этнографии Чехии, Словакии и Польши. Местная народная музыка это валашская музыка, принесённая из Румынии, с примесями чешской, словацкой, польской и немецкой музыкальных культур с татрских и валашских долин.

## Известные уроженцы
- Альфонс Муха — художник
- Томаш Батя — промышленник, основатель обувной фирмы Bata
- Алоис Хаба — композитор
- Эмиль Затопек — легкоатлет и олимпийский чемпион
- Людвик Вацулик — писатель и журналист-фельетонист
- Том Стоппард — британский драматург, режиссёр, киносценарист и критик
- Ивана Трамп — американская бизнесвумен и писательница, бывшая чехословацкая фотомодель
- Мирек Тополанек — бывший Премьер-министр Чехии
- Мартина Навратилова — теннисистка
- Милан Барош — футболист
- Томаш Бердых — теннисист